# LATAM Airlines
LATAM Airlines ist eine chilenische Fluggesellschaft mit Sitz in Santiago de Chile und Basis auf dem Flughafen Santiago de Chile. Sie ist die größte Fluggesellschaft Südamerikas. Im Jahr 2012 fusionierte LAN Airlines mit der brasilianischen TAM Linhas Aéreas. Beide Gesellschaften führen ihren Flugbetrieb unter den Namen LATAM Airlines und LATAM Airlines Brasil fort und gehören der Holding LATAM Airlines Group. LATAM ist die einzige Fluggesellschaft, die Linienflüge auf die Osterinsel durchführt.

## Geschichte

### Erste Jahre – Línea Aeropostal Santiago-Arica

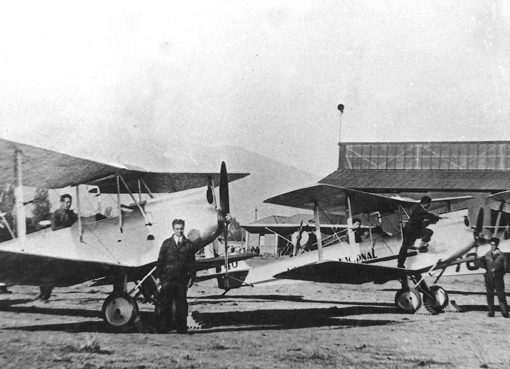
Zwei De Havilland DH.60 Gipsy Moth der Línea Aeropostal Santiago im Jahr 1933

Die Gesellschaft wurde am 5. März 1929 in Santiago de Chile unter dem Namen Línea Aeropostal Santiago – Arica im Auftrag des chilenischen Präsidenten Carlos Ibáñez del Campo von Heeresflieger (Aviación Militar) Comodoro Arturo Merino Benítez gegründet. Ziel war es, in Chile einen Passagier- und Posttransport in der Luft zu etablieren und den chilenischen Luftraum mit einer eigenen chilenischen Fluggesellschaft zu erschließen. Die neue Fluggesellschaft wurde durch den Bereich Servicio Aéreo der Heeresstreitkräfte unter dem Kommando von Arturo Merino Benítez betrieben, nach dem der Flughafen Santiagos heute benannt ist.
Die erste Flugroute führte 1929 von Santiago de Chile über Ovalle, Copiapó, Antofagasta und Iquique nach Arica. Die ersten Flugzeuge waren vom Typ De Havilland DH.60 Gipsy Moth. Die neue Fluggesellschaft erlangte sehr schnell große Popularität und so konnten im ersten Jahr schon 762 Passagiere befördert werden. Im Jahr 1930 wurde dann die zweite Flugroute von Santiago de Chile über Concepción, Chillán und Temuco nach Puerto Montt eröffnet und Flugzeuge vom Typ Ford 5 AT-C mit einer Kapazität von 17 Passagieren beschafft. Dadurch nutzen im zweiten Jahr des Bestehens schon über 5000 Passagiere die neue Fluggesellschaft.

### 1930er und 1940er Jahre – Línea Aérea Nacional
Am 21. Juli 1932 verabschiedete die chilenische Regierung das Gesetz Nr. 247, nach dem die Línea Aeropostal Santiago - Arica eine staatliche Firma mit dem Namen Línea Aérea Nacional, LAN Chile wurde. In den folgenden Jahren beschaffte LAN Chile neue Flugzeuge vom Typ Potez 56, Curtiss T-32 Condor II, Fairchild FC-2 und 1938 Junkers Ju 86. Im Jahr 1936 übernahm LAN Chile die Flugzeugfabrik der Firma Curtiss Wright Export Company am Flughafen Los Cerillos in Santiago, die LAN Chile danach für viele Jahre als Instandhaltungsbasis diente. Im Jahr 1941 erweiterte LAN Chile ihre Flotte um die zweimotorige Lockheed Electra L-10A, um den Liniendienst nach Concepción und in andere Städte zu intensivieren. Im Jahr 1943 folgten dann die ersten Maschinen des Typs Lockheed Lodestar C-60, und erstmals flog LAN Chile mit diesem Typ am 7. Oktober 1943 von Santiago nach Antofagasta. Im Jahr 1945 kam die Flugroute nach Punta Arenas in Patagonien hinzu. Weiterhin Kurzstreckenflüge von Punta Arenas nach Porvenir auf Feuerland, später auch nach Puerto Natales und Springhill (Feuerland).
Im Jahr 1946 erhielt LAN Chile die Douglas DC-3 und eröffnete die erste internationale Route nach Buenos Aires in Argentinien und später bis Montevideo in Uruguay. Weiterhin wurde die Flotte bis 1950 um die zweimotorige Martin 2-0-2 und die De Havilland DH.104 Dove erweitert.

### Entwicklung in den 1950er und 1960er Jahren

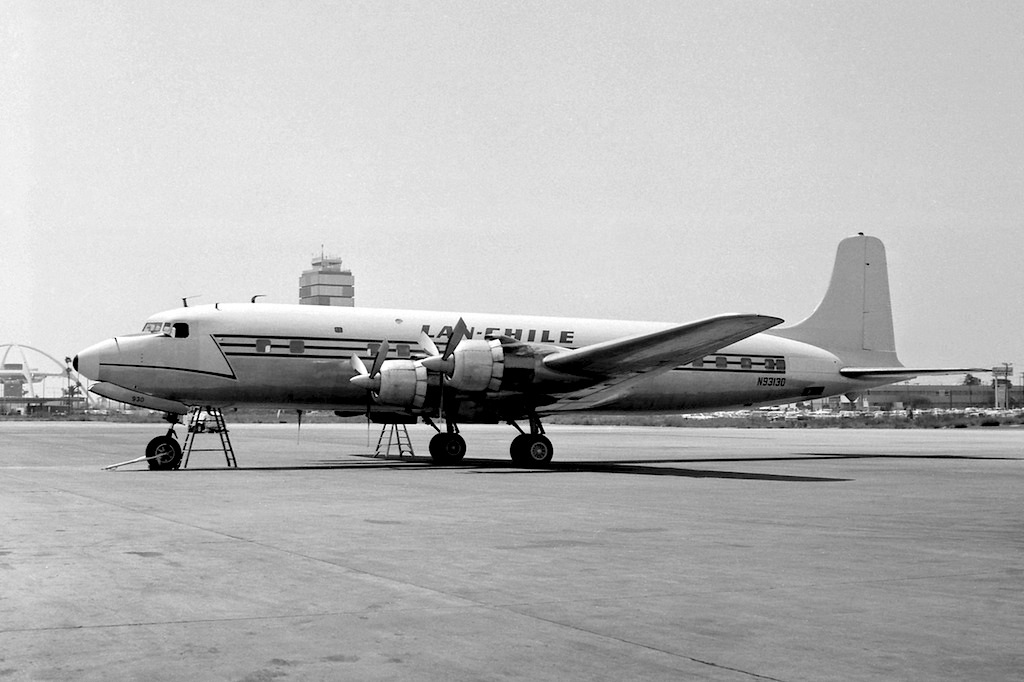
Douglas DC-6B bei der LAN Chile im Jahr 1965

Im Jahr 1953 wurden neue internationale Flugrouten nach Lima in Perú und La Paz in Bolivien sowie nationale Verbindungen nach Palena, Futaleufú, Chile Chico und Cochrane eröffnet.
1955 erwarb LAN Chile für ihre Flotte die viermotorige Douglas DC-6 mit einer Kapazität von 80 Passagieren, mit der es erstmals möglich wurde, längere Strecken als Direktflüge von Santiago in den Norden nach Arica und Antofagasta sowie in den Süden nach Punta Arenas anzubieten. Mit diesem Flugzeugtyp war es LAN Chile auch möglich, als erste Fluggesellschaft einen kommerziellen Flug über der Antarktis durchzuführen.
Im August 1958 erfolgte der erste Langstreckenflug nach Miami in den USA, mit Zwischenstopps in Lima und Panamá-Stadt. Nach dem großen Erdbeben in Chile 1960 errichtete LAN Chile eine Luftbrücke in den Süden Chiles, um Hilfsgüter schnell in die betroffenen Gebiete zu befördern.

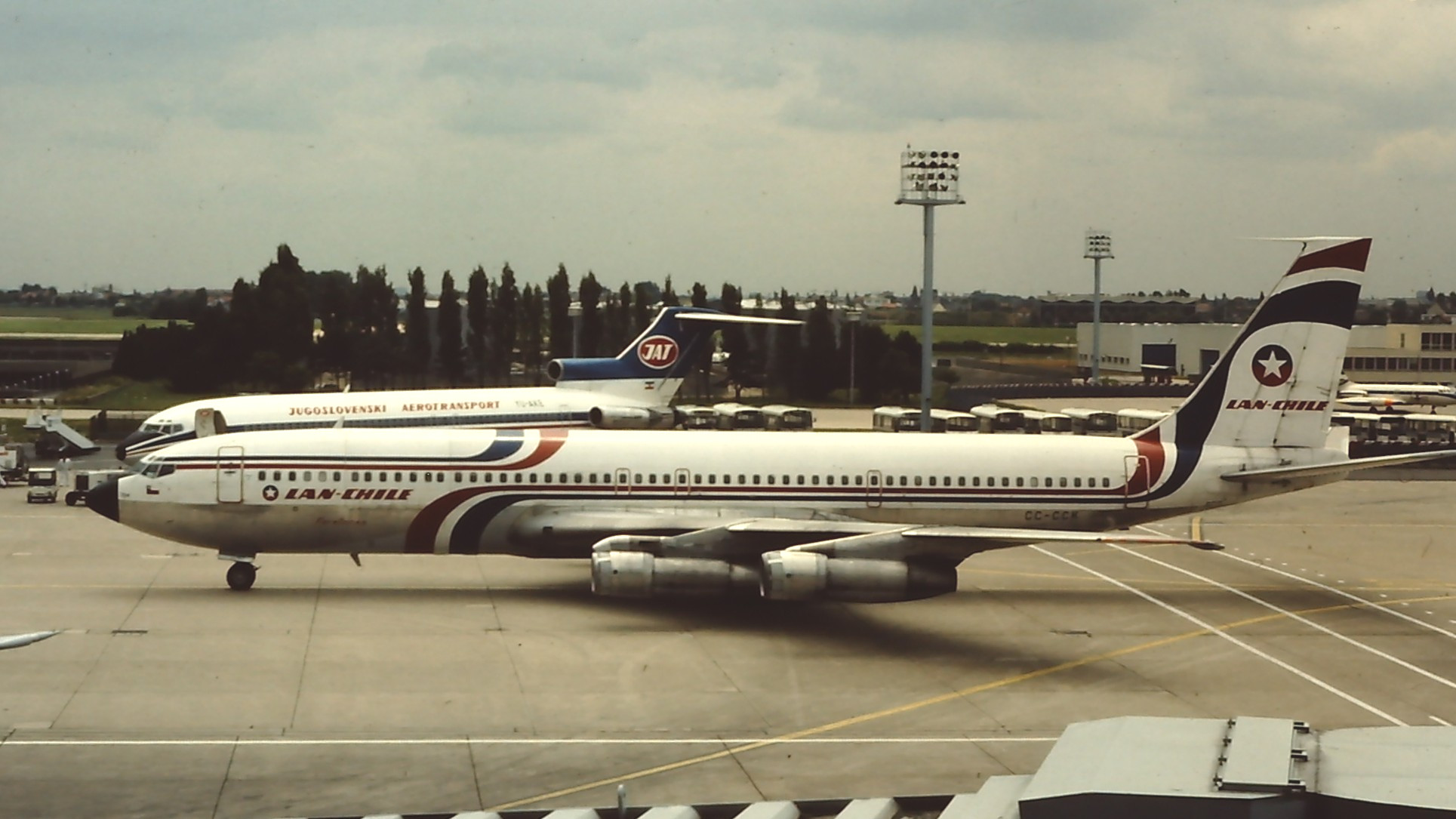
Eine Boeing 707 der LAN, 1981

Im März 1964 erhielt LAN Chile mit der Sud Aviation Caravelle VI-R ihr erstes strahlgetriebenes Passagierflugzeug.
Der 3. April 1967 stellte mit dem ersten Flug auf die Osterinsel einen Meilenstein der chilenischen Luftfahrtgeschichte dar, da erstmals das chilenische Festland mit den chilenischen Inseln im Südpazifik verbunden wurde. Ein Jahr später verlängerte man diese Route nach Tahiti in Französisch-Polynesien. Im April 1967 erhielt LAN Chile auch ihre erste Boeing 707-330B, mit der der Liniendienst nach New York aufgenommen wurde. Die Boeing 707 war der deutschen Lufthansa abgekauft worden. Im August 1967 erweiterte LAN Chile ihre Flotte um die britische Hawker Siddeley HS 748. 1968 kam die Boeing 727 hinzu, mit der 1969 die internationalen Routen nach Rio de Janeiro, Asunción und Cali eröffnet wurden.

### Entwicklung in den 1970er und 1980er Jahren

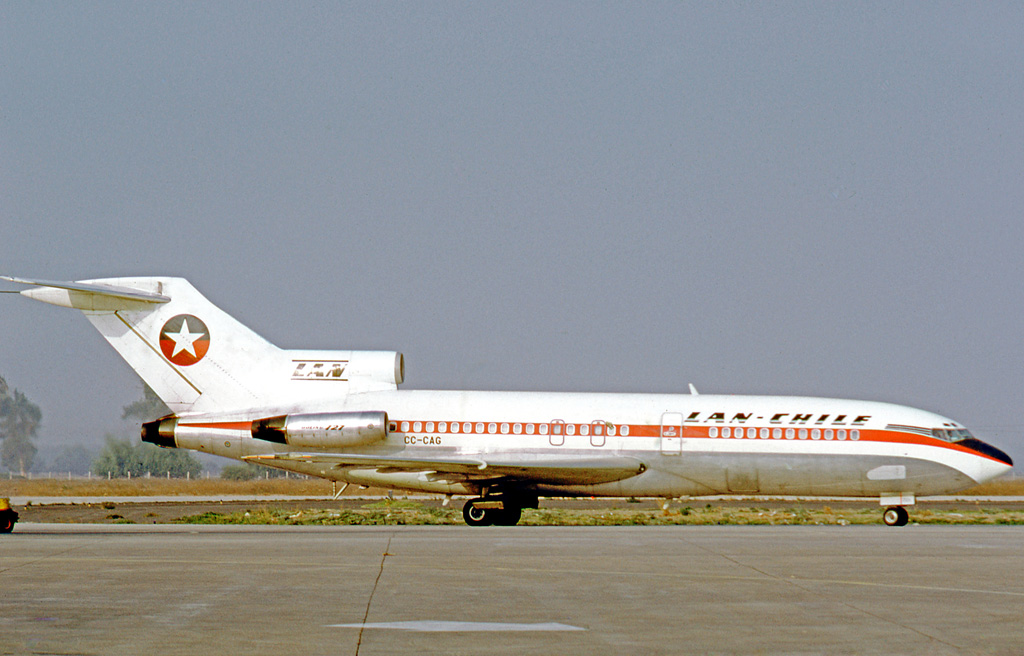
Boeing 727-116 der LAN Chile, 1972

Im Jahr 1970 ersetzte man auf der Südpazifikroute nach Tahiti die Douglas DC-6 durch neue Boeing 707. Im Zuge dessen eröffnete man auch die ersten Internationalen Verbindungen nach Europa mit den Zielen Madrid, Paris, Frankfurt sowie Zürich. Seitdem fliegt LAN täglich von Frankfurt aus nach Santiago de Chile mit einem Zwischenstopp in Madrid.
Am 10. Februar 1974 erreichte LAN Chile einen weiteren Meilenstein in der Luftfahrtgeschichte, als man zum ersten Mal von Punta Arenas in Südamerika nonstop (Transpolar-Route) nach Sydney in Australien flog. In den frühen 1980er Jahren erneuerte man die Flotte mit Boeing 737-200 und McDonnell Douglas DC 10-30. Im Rahmen von wirtschaftlichen Reformen in den 1980ern in Chile wurde entschieden, LAN Chile zu privatisieren. Somit wurde die Fluggesellschaft zum 30. Dezember 1983 zuerst in eine sociedad de responsabilidad limitada umgewandelt, am 20. August 1985 dann in eine sociedad anónima (S.A.).
Im Jahr 1986 wurden die alten DC-10, die die Strecken in die USA bedienten, durch neue Boeing 767-200ER ersetzt. Im Dezember 1988 leaste LAN Chile eine Boeing 747-100 und eröffnete eine neue Route nach Los Angeles. Im September 1989 schließlich wurde LAN Chile endgültig privatisiert und 51 % der Aktienanteile verkauft.

### Entwicklung in den 1990er Jahren

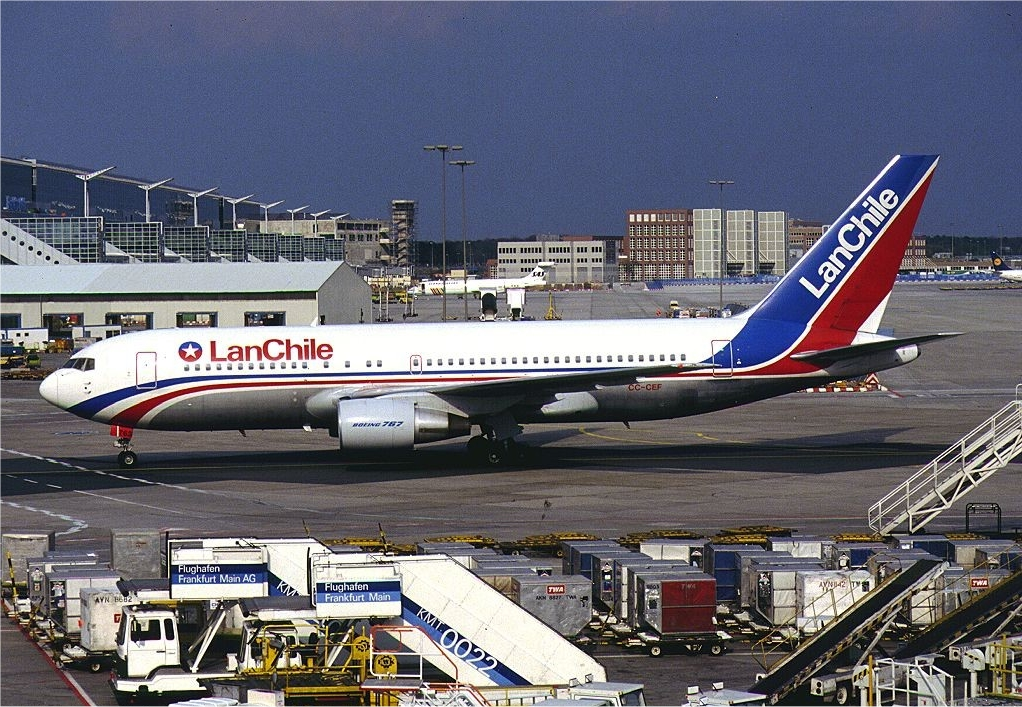
Eine Boeing 767-200 der LAN im Jahr 1994

Im Jahr 1990 rutschte das Unternehmen in eine schwere Krise, so dass ihre Boeing-707-Flotte gepfändet und einige Flugzeuge an die chilenische Luftwaffe und an Fast Air Carrier S.A. verkauft wurden.
Infolgedessen setzte im Unternehmen ein großer Modernisierungsprozess ein. Am 31. Mai 1994 stimmten die Aktionäre für eine Kapitalerhöhung von 20 Mio. US-Dollar, um dem Unternehmen neue, flüssige Mittel beschaffen zu können. In diesem Jahr begannen die Operationen der Airline wieder zuzunehmen, das Unternehmen wurde reorganisiert, Finanzverbindlichkeiten neu angepasst und die Leasingverträge für die Flugzeuge neu verhandelt. Im Zuge dieser Entwicklung beschaffte LAN Chile den Flugzeugtyp BAe 146-200, mit dem dann ein großer Teil der innerchilenischen Routen bedient wurde. Auch unterschrieb man im Februar 1994 ein Kooperationsabkommen mit Air New Zealand, um über Papeete auf Tahiti Verbindungen nach Australien, Neuseeland und den Südpazifik anbieten zu können. Im selben Jahr wurde das Liniennetz weiter verdichtet.
Am 26. Mai 1994 übernahm LAN Chile die Frachtfluggesellschaft Fast Air und wurde vollständig privatisiert. Am 30. Juli 1995 eröffnete man die neue Route nach La Serena und am 7. August nach Valdivia, die sofort täglich bedient wurden. Auch beschaffte man das erste Flugzeug vom Typ Boeing 767-300ER für die Flotte. Im Jahr 1996 eröffnete man die Verbindungen nach Asunción, Paraguay und Guayaquil, Ecuador, erneut, die man 1978 eingestellt hatte. Auch eröffnete man sich einen Zugang zum karibischen Raum mit neuen, touristischen Zielen wie Mexiko-Stadt und Cancún in Mexiko sowie Punta Cana in der Dominikanischen Republik. Im Jahr 1997 übernahm LAN Chile den größten Konkurrenten Ladeco, der ausschließlich innerchilenisch operierte. Im darauffolgenden Jahr fusionierte LAN Chile die Marken Ladeco und Fast Air und integrierte sie als Ladeco und Ladeco Cargo in das Unternehmen. Im 2001 wurden die Marken abgelöst durch LAN Express und LAN Cargo.
Im September 1997 unterzeichnete LAN Chile mit American Airlines ein Kooperationsabkommen, das sowohl ein Code-Sharing Abkommen zwischen den USA und Chile beinhaltete als auch die Möglichkeit für die Passagiere, die gegenseitigen Vielfliegerprogramme LANPASS und AAdvantage zu nutzen. Am 7. November 1997 verkaufte LAN 48.250.000 Aktien zum Preis von 1.172 CLP, was 2,80 US-Dollar pro Aktie entsprach. Davon wurden 35.750.000 Aktien in New York verkauft und 12.500.000 Aktien in Chile. Die Belegschaft kaufte LAN-Aktien im Wert von 4 Mio. US-Dollar. Damit wurde LAN die erste lateinamerikanische Fluggesellschaft, die an der NYSE gehandelt wurde.
Bis Ende 1997 bestand die Flotte aus 10 Boeing 767-300ER, 14 Boeing 737-200A, 1 Boeing 737-200C und 5 DC-8F. In diesem Jahr entschied sich das Unternehmen für eine Standardisierung der Flotte, um Kosten in Operation und Instandhaltung einzusparen. Die Kabinen wurden vereinheitlicht und die Boeing 767-300ER für die Langstrecken und die Boeing 737-200 für die Kurzstrecken eingesetzt.
In den folgenden zwei Jahren beschaffte man weitere 5 Boeing 767-300ER.
Am 4. Juni 1998 verpasste man der gesamten Flotte ein neues Design und überholte die Einrichtung sämtlicher Flugzeugkabinen. Kontratiert wurde die Firma Davies & Baron aus England, die sich mit ihren Entwürfen unter anderem mit British Airways, Australian Airlines und Air New Zealand einen Namen gemacht hatte. Außerdem führte man einen neuen Wahlspruch ein: „El espíritu del sur del mundo“. In diesem Jahr entschied man sich auch für einen Strategiewechsel und beschaffte 20 Flugzeuge des Typs Airbus A320, um die alternden Boeing 737 zu ersetzen. Weiterführend entschied man sich auch für die Anschaffung von sieben Airbus A340-300 für Langstreckenflüge und Optionen für weitere 14 Maschinen dieses Typs. Dies erlaubte der Fluggesellschaft, ihren Passagieren drei Klassen anzubieten, so wurden die Flugzeuge mit 5 Sitzen in der First Class, 36 Sitzen in der Business Class und 228 Sitzen in der Economy Class ausgerüstet.
Am 2. Juli 1999 gründete LAN Chile ihre erste internationale Tochter, LAN Perú, mit Regionalflügen innerhalb Perus und am 19. November auch mit internationalen Verbindungen ab Lima.

### Geschichte seit 2000
In den ersten Jahren des neuen Jahrhunderts gründete LAN Chile weitere Tochtergesellschaften: LAN Ecuador, LAN Argentina und LAN Dominicana. Bis auf letztere bieten beide Tochterunternehmen bis heute Inlandsdienste sowie inzwischen auch Nonstop-Verbindungen in die USA und nach Spanien an. Eine enge Kooperation mit American Airlines ebnete LanChile den Weg in die Oneworld-Allianz, Codesharing betreibt LAN mit den Oneworld-Mitgliedern American Airlines, British Airways, Iberia und Qantas Airways und darüber hinaus mit Alaska Airlines, Mexicana und Aeroméxico.

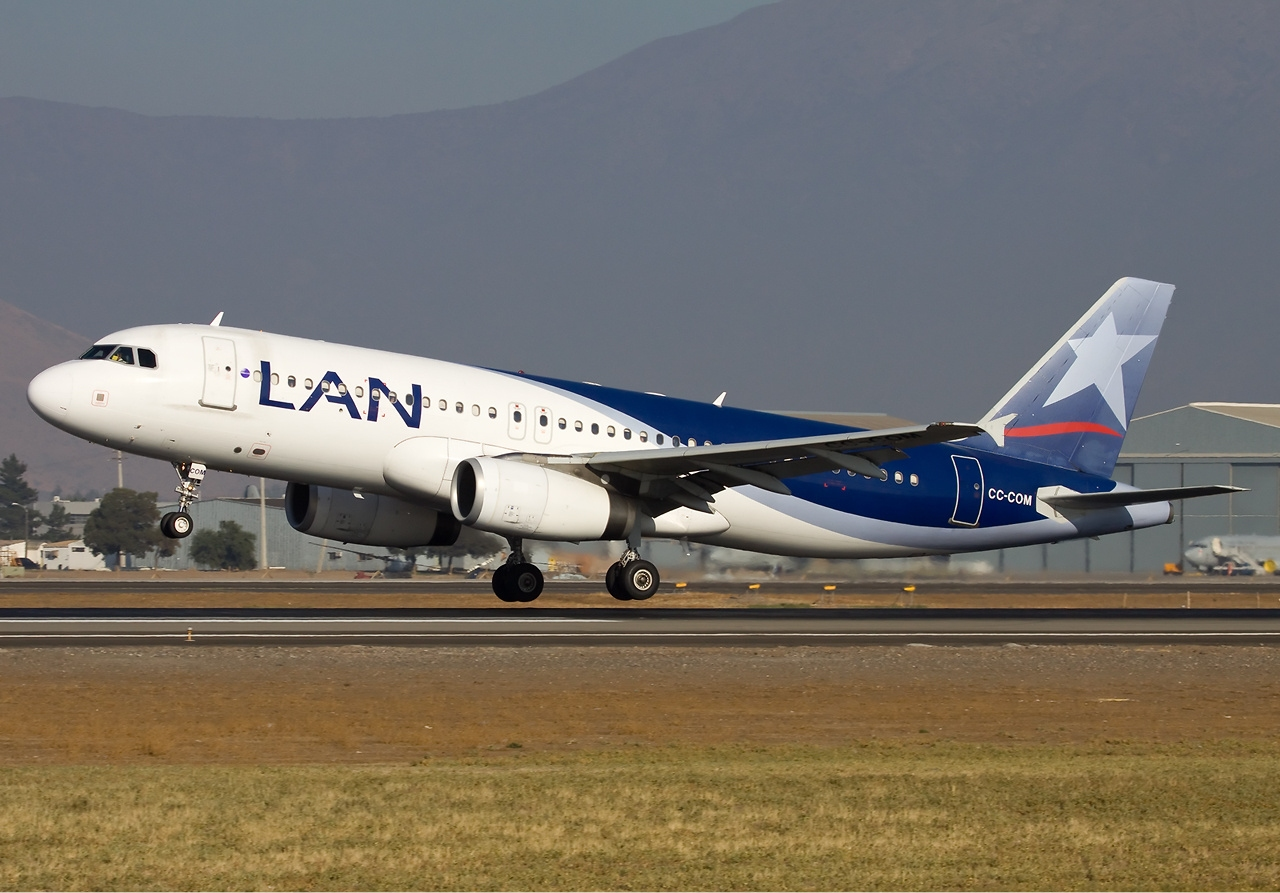
Ein Airbus A320-200 im Farbschema der damaligen LAN

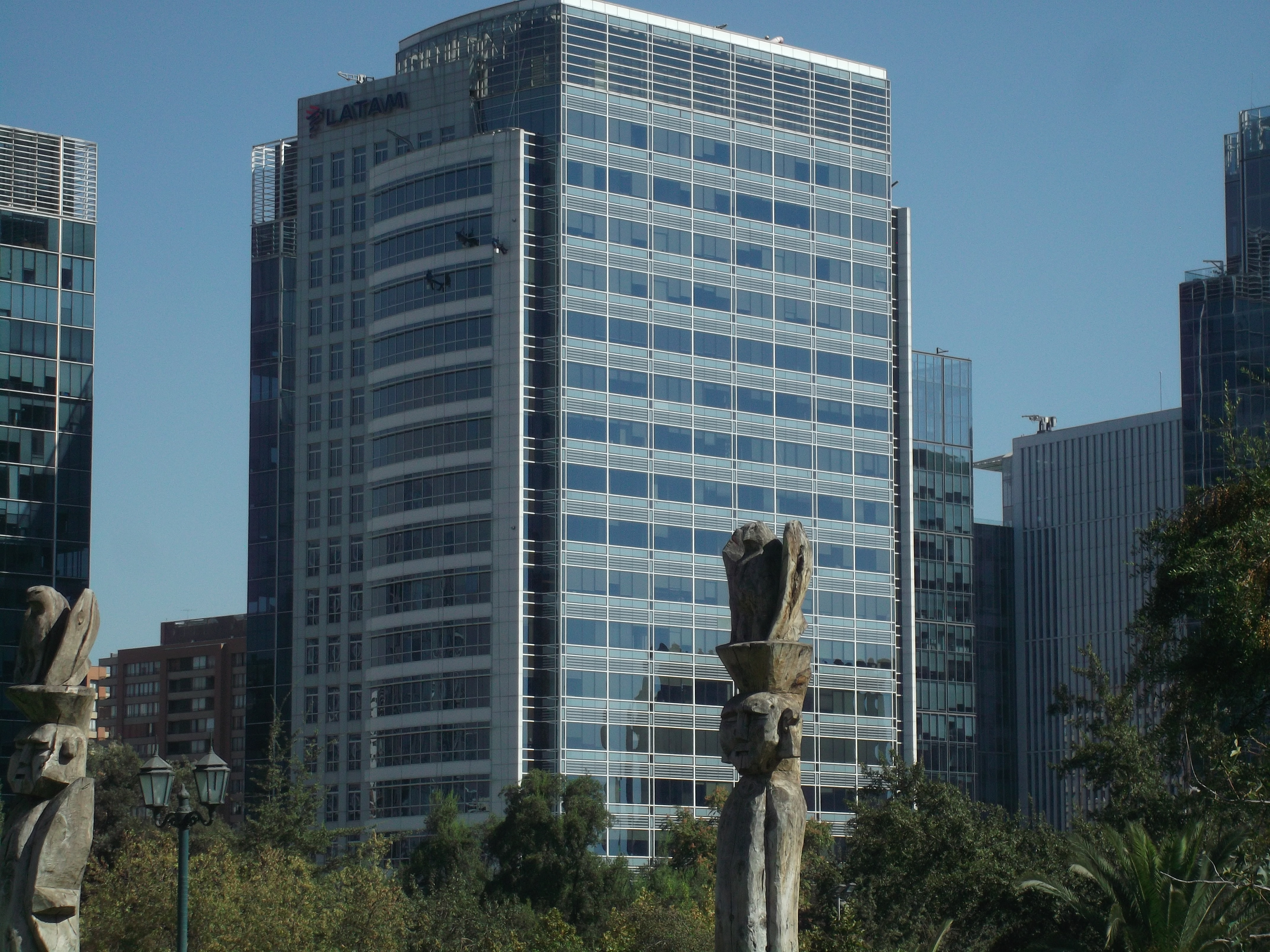
Das „Edificio Huidobro“, die 2003 eingeweihte Firmenzentrale

 Am 8. September 2004 benannte sich LAN Chile um in LAN Airlines, um das Operieren der Gesellschaft in mehreren Ländern in einer Art Verbund zu verdeutlichen (wobei die in Peru, Ecuador und Argentinien operierenden Töchter nach wie vor im Besitz der chilenischen Mutter sind und keine wirklichen Partner darstellen). Der jeweilige Ländername hinter dem Kürzel fiel dabei weg, und zeitgleich wurde eine neue Corporate Identity eingeführt. Logo ist ein silberner Stern auf blauem Grund. Das Vielfliegerprogramm trägt den Namen „LanPass“.
Am 6. Mai 2010 wurde bekannt gegeben, dass LAN Airlines die kolumbianische Fluggesellschaft AerOasis mit aufbauen wird. Im Oktober 2010 wurde bekannt, dass LAN zudem die kolumbianische AIRES übernehmen und diese mittelfristig in der neuen fusionierten LATAM einbinden werde. Der Plan, die Fluggesellschaft AerOasis aufzubauen, wurde aber zu Gunsten der Gründung von LAN Colombia im Jahre 2011 aufgegeben. LAN Colombia ging schließlich aus der 1981 gegründeten Aires hervor.
Am 13. August 2010 gab LAN die Fusion mit TAM Linhas Aéreas bekannt. Mitte Dezember 2011 stimmten die brasilianischen Behörden dem Zusammenschluss zu, nachdem Chile bereits grünes Licht gegeben hatte. Die Fusion zur LATAM Airlines Group erfolgte im Juni 2012.
Am 28. Dezember 2016 gab die Fluggesellschaft bekannt, dass Qatar Airways 10 % der Fluggesellschaft gekauft hat, insgesamt 60,8 Millionen Aktien entsprechend und was auf etwa 608 Millionen US-Dollar geschätzt wird. Am 26. September 2019 wurde der Kauf von 20 % von LATAM durch Delta Air Lines (SkyTeam-Luftfahrtallianz) abgeschlossen, wodurch infolge LATAM Airlines ihre Mitgliedschaft bei der Oneworld-Allianz beendete und sie nach 20 Jahren am 1. Mai 2020 verließ.
LATAM meldete am 26. Mai 2020 Insolvenz in den USA nach Chapter 11 an. Die freiwillige Unterstellung unter dieses Insolvenzgesetz regelt eine vom Gericht überwachte Reorganisierung der Firmenfinanzen. Gleichfalls wie bei Avianca, ist diese Ankündigung eine der Folgen der durch die COVID-19-Pandemie verursachten Krise der kommerziellen Luftfahrt. Neben der Restrukturierung der Schulden in Höhe von 18 Milliarden US-Dollar wird auch eine Verkleinerung der Fluggesellschaft angestrebt, weswegen LATAM Brasil Anfang August 2020 die Entlassung von mindestens 2.700 Mitarbeitern in Brasilien angekündigt hat.

## Flugziele
Der Heimatflughafen ist Santiago de Chile. Der Schwerpunkt liegt auf Inlandsflügen, Flügen innerhalb Südamerikas sowie zwischen Südamerika und den USA. In Europa werden Madrid und Frankfurt (mit Zwischenstopp in Madrid – nicht aber bei Flügen nach São Paulo) sowie Mailand (mit Zwischenstopp in Guarulhos, São Paulo) angeflogen.

## Flotte

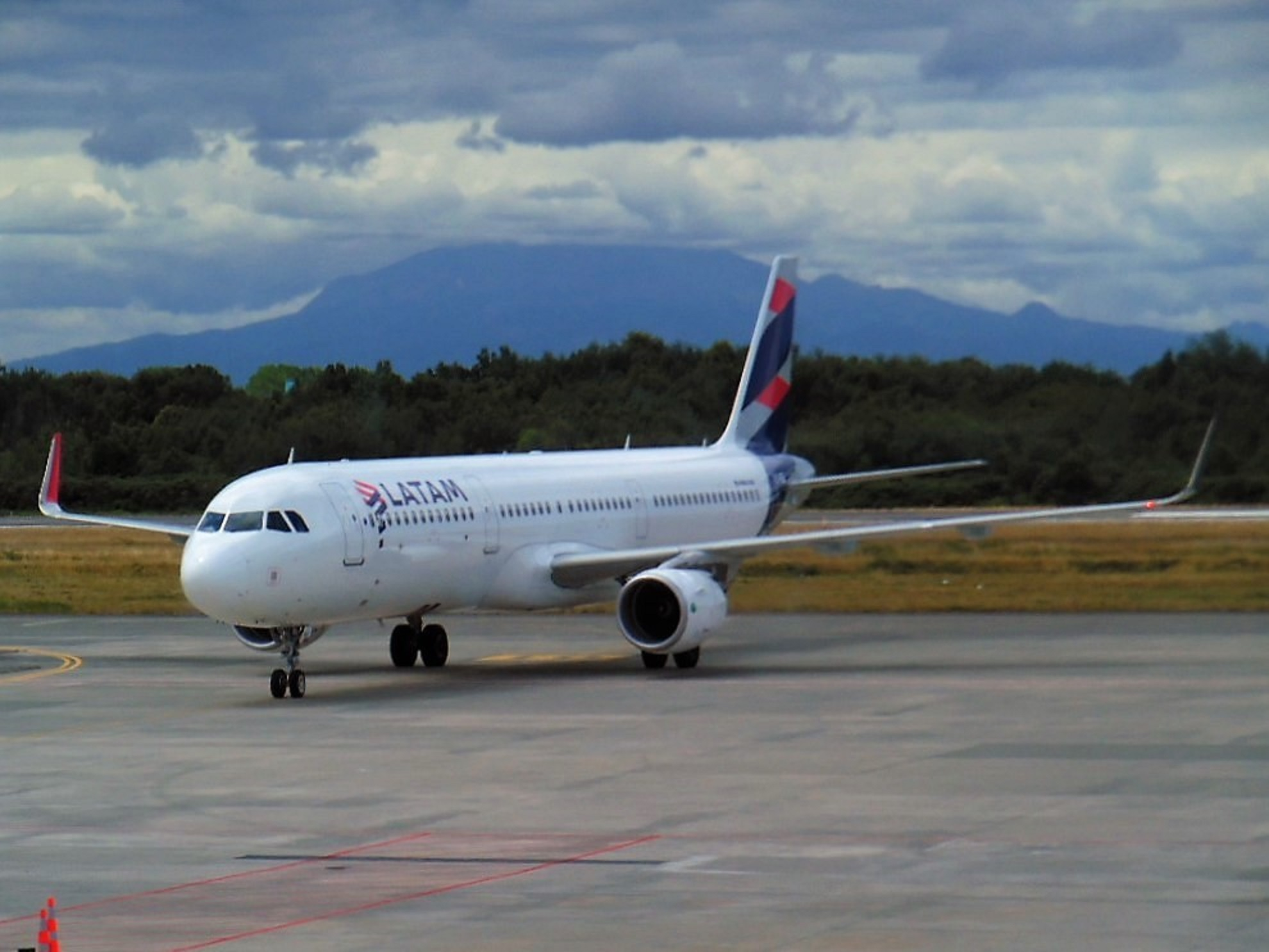
Ein Airbus A321-200 der LATAM Airlines im aktuellen Farbschema

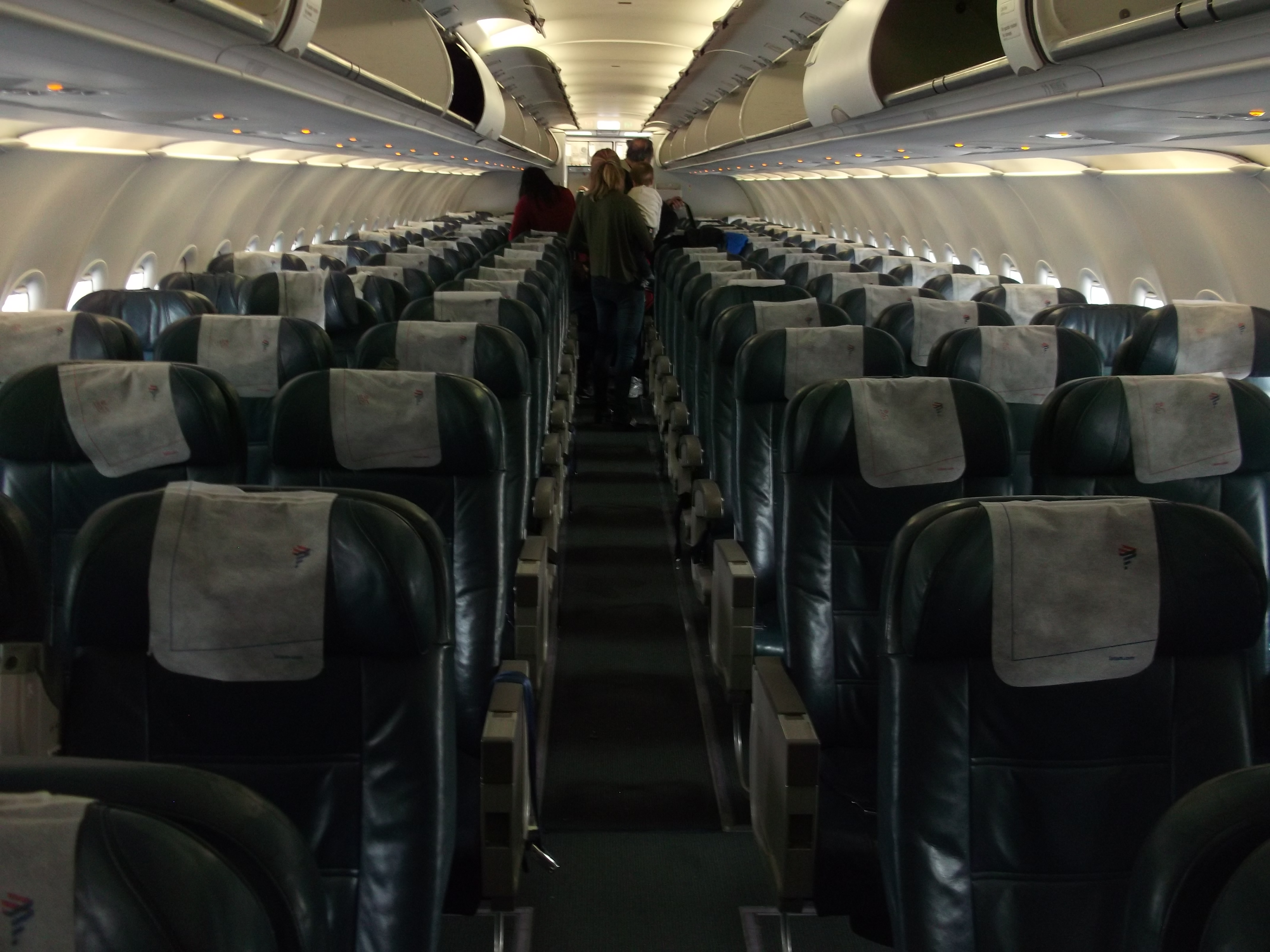
Die Innenausstattung eines aktuellen Airbus A320-200 der LATAM Airlines

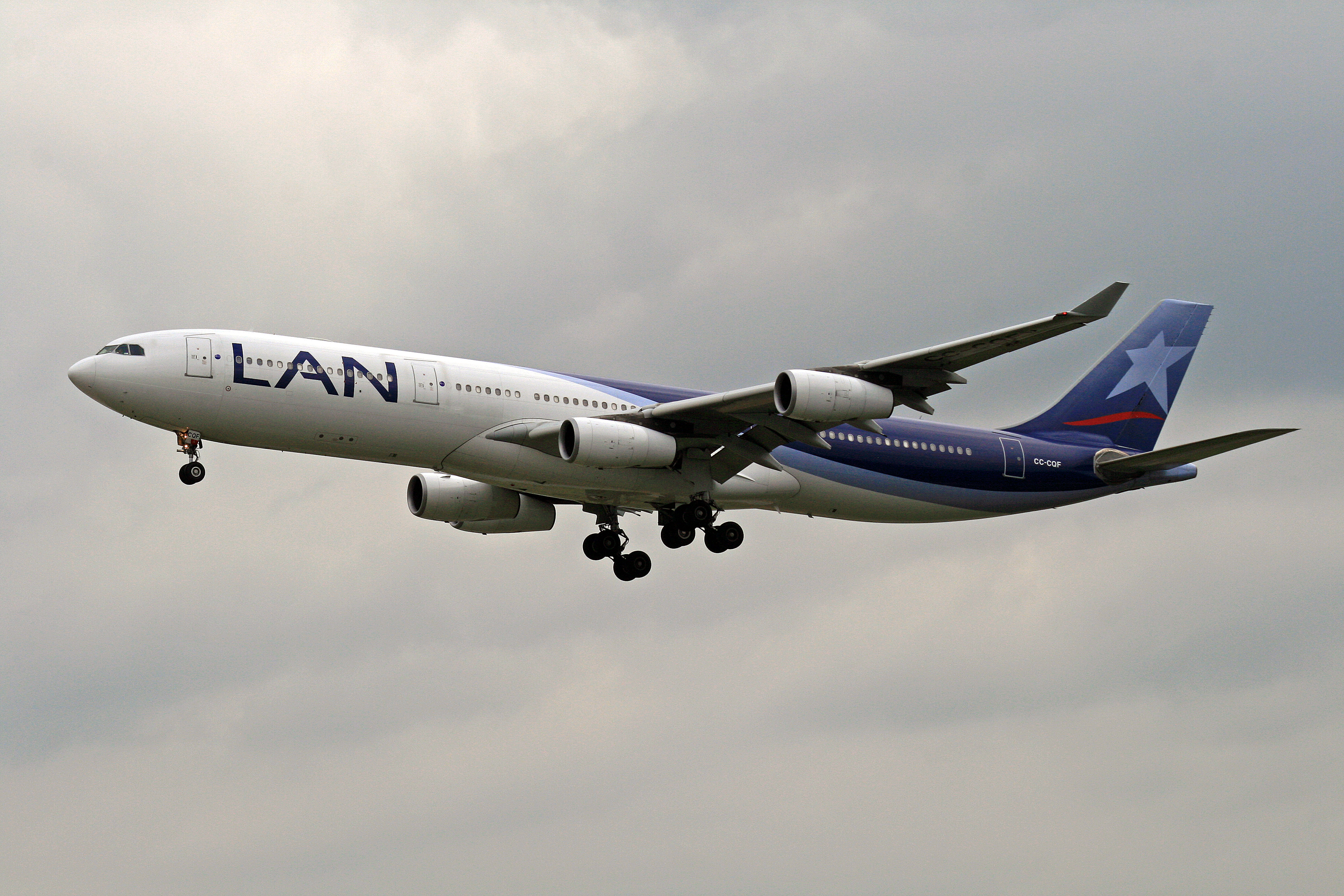
Airbus A340-300 der LAN

### Aktuelle Flotte
Mit Stand Januar 2025 besteht die Flotte der LATAM Airlines Chile aus 164 Flugzeugen mit einem Durchschnittsalter von 12,3 Jahren:
| Flugzeugtyp      | Anzahl | bestellt | Anmerkungen                            | Sitzplätze (Business/Eco)                       | Durchschnittsalter |
| ---------------- | ------ | -------- | -------------------------------------- | ----------------------------------------------- | ------------------ |
| Airbus A319-100  | 015    |          | 1 inaktiv                              | 144 (-/144)                                     | 18,2 Jahre         |
| Airbus A320-200  | 078    |          | 4 inaktiv; mit Winglets ausgestattet   | 168 (-/168) 174 (-/174) 180 (-/180) 188 (-/188) | 13,7 Jahre         |
| Airbus A320neo   | 08     | *        | 3 inaktiv                              | 174 (-/174)                                     | 5,4 Jahre          |
| Airbus A321-200  | 018    |          | 1 inaktiv                              | 220 (-/220) 224 (-/224)                         | 9,0 Jahre          |
| Airbus A321neo   |        | *        |                                        | – offen –                                       | –                  |
| Boeing 767-300ER | 09     |          | 1 inaktiv                              | 231 (20/211) 233 (20/213) 238 (20/218)          | 16,6 Jahre         |
| Boeing 787-8     | 010    |          | 2 inaktiv; erster Betreiber in Amerika | 247 (30/217)                                    | 11,1 Jahre         |
| Boeing 787-9     | 026    | *        | 1 inaktiv                              | 313 (30/283) 303 (30/270)                       | 7,7 Jahre          |
| Gesamt           | 164    | –*       |                                        |                                                 | 12,3 Jahre         |

Die Muttergesellschaft LATAM Airlines Group hat weitere Airbus A320neo, Airbus A321neo und Boeing 787-9 bestellt. Deren Aufteilung ist jedoch ungewiss.

### Aktuelle Sonderbemalungen
| Flugzeugtyp     | Luftfahrzeugkennzeichen | Bemalung                                                           | Zeitraum                                    | Bild |
| --------------- | ----------------------- | ------------------------------------------------------------------ | ------------------------------------------- | --- |
| Airbus A319-100 | CC-CPO                  | "Ayacucho"                                                         | seit Januar 2023                            | Bild gesucht Die Wikipedia wünscht sich an dieser Stelle ein Bild. Weitere Infos zum Motiv findest du vielleicht auf der Diskussionsseite . Falls du dabei helfen möchtest, erklärt die Anleitung , wie das geht. |
| Airbus A319-100 | CC-CQK                  | "Impulsando Los Futuros Atletas de Nuestra Región!"                | seit Dezember 2021                          | Bild gesucht Die Wikipedia wünscht sich an dieser Stelle ein Bild. Weitere Infos zum Motiv findest du vielleicht auf der Diskussionsseite . Falls du dabei helfen möchtest, erklärt die Anleitung , wie das geht. |
| Airbus A320-200 | CC-BAQ CC-BFL           | "Avión Solidario"                                                  | BAQ: seit August 2023 BFL: seit August 2021 | Bild gesucht Die Wikipedia wünscht sich an dieser Stelle ein Bild. Weitere Infos zum Motiv findest du vielleicht auf der Diskussionsseite . Falls du dabei helfen möchtest, erklärt die Anleitung , wie das geht. |
| Airbus A320-200 | CC-BAT                  | "Festival Cordillera"                                              | seit September 2022                         | Bild gesucht Die Wikipedia wünscht sich an dieser Stelle ein Bild. Weitere Infos zum Motiv findest du vielleicht auf der Diskussionsseite . Falls du dabei helfen möchtest, erklärt die Anleitung , wie das geht. |
| Airbus A320-200 | CC-BAW                  | "Volamos pot ti"                                                   | seit Mai 2024                               | Bild gesucht Die Wikipedia wünscht sich an dieser Stelle ein Bild. Weitere Infos zum Motiv findest du vielleicht auf der Diskussionsseite . Falls du dabei helfen möchtest, erklärt die Anleitung , wie das geht. |
| Airbus A320-200 | CC-BFE                  | "Colombia Flag"                                                    | seit März 2024                              | Bild gesucht Die Wikipedia wünscht sich an dieser Stelle ein Bild. Weitere Infos zum Motiv findest du vielleicht auf der Diskussionsseite . Falls du dabei helfen möchtest, erklärt die Anleitung , wie das geht. |
| Airbus A320-200 | CC-BFW                  | "Peru Flag"                                                        | seit Mai 2024                               | Bild gesucht Die Wikipedia wünscht sich an dieser Stelle ein Bild. Weitere Infos zum Motiv findest du vielleicht auf der Diskussionsseite . Falls du dabei helfen möchtest, erklärt die Anleitung , wie das geht. |
| Airbus A320-200 | CC-BLA                  | "Chile Flag"                                                       | seit Juli 2024                              | Bild gesucht Die Wikipedia wünscht sich an dieser Stelle ein Bild. Weitere Infos zum Motiv findest du vielleicht auf der Diskussionsseite . Falls du dabei helfen möchtest, erklärt die Anleitung , wie das geht. |
| Airbus A320neo  | CC-BHG                  | "Primero A320neo de America do Sul / Primer A320neo de Sudamérica" | seit März 2018                              | Bild gesucht Die Wikipedia wünscht sich an dieser Stelle ein Bild. Weitere Infos zum Motiv findest du vielleicht auf der Diskussionsseite . Falls du dabei helfen möchtest, erklärt die Anleitung , wie das geht. |
| Airbus A321-200 | CC-BED                  | "Team Chile"                                                       | seit Juli 2024                              | Bild gesucht Die Wikipedia wünscht sich an dieser Stelle ein Bild. Weitere Infos zum Motiv findest du vielleicht auf der Diskussionsseite . Falls du dabei helfen möchtest, erklärt die Anleitung , wie das geht. |
| Airbus A321-200 | CC-BEM                  | "Recicla tu Viaje"                                                 | seit Juli 2019                              | Bild gesucht Die Wikipedia wünscht sich an dieser Stelle ein Bild. Weitere Infos zum Motiv findest du vielleicht auf der Diskussionsseite . Falls du dabei helfen möchtest, erklärt die Anleitung , wie das geht. |
| Airbus A321-200 | CC-BEQ                  | "500 años"                                                         | seit August 2019                            | Bild gesucht Die Wikipedia wünscht sich an dieser Stelle ein Bild. Weitere Infos zum Motiv findest du vielleicht auf der Diskussionsseite . Falls du dabei helfen möchtest, erklärt die Anleitung , wie das geht. |
| Boeing 787-8    | CC-BBE                  | "Santiago 2023 Juegos PanAm / ParapanAm"                           | seit August 2023                            | Bild gesucht Die Wikipedia wünscht sich an dieser Stelle ein Bild. Weitere Infos zum Motiv findest du vielleicht auf der Diskussionsseite . Falls du dabei helfen möchtest, erklärt die Anleitung , wie das geht. |
| Boeing 787-9    | CC-BGS                  | "Santiago 2023 Juegos PanAm / ParapanAm"                           | seit August 2023                            | Bild gesucht Die Wikipedia wünscht sich an dieser Stelle ein Bild. Weitere Infos zum Motiv findest du vielleicht auf der Diskussionsseite . Falls du dabei helfen möchtest, erklärt die Anleitung , wie das geht. |

### Ehemalige Flugzeugtypen
In den Gründungsjahren wurden 12 Flugzeuge des Typs De Havilland DH.60 Moth eingesetzt. Später stießen sieben viersitzige Fairchild-Flugzeuge sowie zwei Ford Trimotor dazu. Ebenfalls noch in den 1930er-Jahren gelangten sechs Lockheed Electra und drei Potez 63 in das Inventar der LAN.
Im ersten Quartal 1973 bestand die Flotte der LAN Chile aus drei DC-3, einer Douglas DC-6B, drei Caravelle 6N, neun Hawker Siddeley HS.748, vier Boeing 727 sowie zwei Boeing 707.
Bis 2019 fanden sich auch Boeing 777-200ER in der Flotte der LATAM.

## Zwischenfälle
Von 1944 bis Januar 2021 ereigneten sich bei LAN Chile und LATAM Airlines 13 Totalverluste von Flugzeugen. Bei sieben davon wurden 151 Menschen getötet. Beispiele:
- Am 20. Januar 1944 stürzte eine Lockheed 18-56-23 Lodestar der LAN Chile (Luftfahrzeugkennzeichen CC-CLC-0072) kurz nach dem Start vom Flughafen Mendoza (Argentinien) ab. Alle elf Insassen starben.[16]

- Am 15. Juni 1953 stürzte eine Lockheed 18-56-23 Lodestar der LAN Chile (CC-CLD-0100) kurz nach dem Start vom Flughafen von Copiapó (Chile) aufgrund eines Triebwerkfeuers ab.[17]

- Am 3. April 1961 flog eine Douglas DC-3C der LAN Chile (CC-CLDP) auf dem Flug von Temuco (Chile) nach Santiago de Chile in den Hügel La Gotera in den Anden. Bei diesem CFIT (Controlled flight into terrain) wurden alle 24 Insassen getötet, vier Besatzungsmitglieder und 20 Passagiere. Das Heck und einige menschliche Überreste wurden am 10. April 1961 gefunden, im Februar 2015 der Rumpf und weitere menschliche Knochen (siehe auch LAN-Chile-Flug 210).[18]

- Am 7. Mai 1962 fiel an einer Convair CV-340-54 der LAN Chile (CC-CLCA) nach dem Start vom Flughafen von Vallenar (Chile) ein Triebwerk aus. Der Propeller ließ sich nicht in die Segelstellung bringen. Daher musste eine Notlandung im offenen Gelände durchgeführt werden. Das Flugzeug wurde irreparabel beschädigt. Alle 32 Insassen, fünf Besatzungsmitglieder und 27 Passagiere, überlebten den Unfall.[19]

- Am 6. Februar 1965 wurde eine Douglas DC-6B der LAN Chile (CC-CCG) auf dem Flug vom Flughafen Santiago de Chile-Los Cerrillos nach Buenos Aires-Ezeiza (Argentinien) während des Steigfluges in 3600 Meter (12.000 Fuß) Höhe gegen den Schichtvulkan San José geflogen, 80 Kilometer ostsüdöstlich von Santiago de Chile. Dabei wurden alle 80 Passagiere und 7 Besatzungsmitglieder getötet. Mit 87 Todesopfern war es der zweitschwerste Unfall einer DC-6.[20]

- Am 6. Februar 1970 wurde eine Sud Aviation SE-210 Caravelle der LAN Chile auf dem Weg von Puerto Montt nach Santiago de Chile entführt. Nach der Landung am Zielflughafen ließen die Entführer sieben Erwachsene und fünf Kinder von Bord gehen und forderten eine Tankauffüllung für das Flugzeug. Zwei als Mechaniker getarnte Polizisten durften das Flugzeug betreten und überwältigten hierbei die beiden Entführer. Einer der Entführer kam hierbei ums Leben. Die restlichen Passagiere blieben unversehrt.[21]

- Am 4. August 1987 setzte eine Boeing 737-200 der LAN Chile (CC-CHJ) bei der Landung auf dem Flughafen Calama-El Loa (Chile) 520 Meter vor der versetzten Landebahnschwelle auf, da der Kapitän durch die Sonne geblendet wurde. Der Rumpf zerbrach. Von den 33 Insassen an Bord kam ein Passagier ums Leben. Eine halbe Stunde nach der Landung kam es zu einem Brand, das Flugzeug brannte komplett aus. Die Landeschwelle war wegen Bauarbeiten um 880 Meter versetzt worden, was sich der Kenntnis des Kapitäns entzogen hatte (siehe auch Flugunfall einer Boeing 737 der LAN Chile).[22]

- Am 20. Februar 1991 überrollte eine BAe 146-200 der LAN Chile (CC-CET) bei der Landung auf dem Flughafen Puerto Williams (Chile) das Landebahnende und rollte in den Beagle-Kanal. Von den 72 Personen an Bord starben 20 (siehe auch LAN-Chile-Flug 1069).[23]
- Am 18. November 2022 kollidierte ein startender Airbus A320neo der LATAM Airlines (CC-BHB) auf der Startbahn 16 des Flughafens Lima mit einem Flugfeldlöschfahrzeug. Zum Kollisionszeitpunkt hatte der Airbus bereits 235 km/h erreicht.[24][25] Das rechte Hauptfahrwerk des Flugzeugs brach zusammen und das rechte Triebwerk löste sich bei der Kollision, wodurch ein Feuer entstand. Alle Personen an Bord des Flugzeugs überlebten, 24 Personen erlitten Verletzungen, zwei der drei Feuerwehrleute an Bord des Löschfahrzeugs wurden jedoch getötet.[26][27]

- Am 11. März 2024 kam es auf einem Flug mit einer Boeing 787, möglicherweise infolge eines technischen Problems, zu heftigen Turbulenzen, wobei sich mindestens 50 Personen verletzten.[28]